# Liste israelischer Zeitungen
Liste der gedruckten Zeitungen, die in Israel herausgegeben werden.
Die meisten Zeitungen in Israel werden auf Hebräisch herausgegeben, aber es gibt auch Zeitungen in  Arabisch und für die Vielzahl von Immigranten, vor allem in Russisch und Englisch.

## Tageszeitungen
In hebräischer Sprache:
- Haʾaretz – הָאָרֶץ ‚Das Land‘ (Auflage 65.000 bis 75.000)
- Jediʿot Acharonot – יְדִיעוֹת אַחֲרוֹנוֹת ‚Letzte Nachrichten‘ (Auflage 300.000 bis 600.000)
- Israel HaYom – יִשְׂרָאֵל הַיּוֹם ‚Israel heute‘ (gratis Zeitung) (Auflage 300.000)
- Maʿariv – מַעֲרִיב ‚Abendliche‘ [Zeitung] (Auflage 160.000 bis 270.000)
- Israeli News – יִשְׂרְאֵלִי נְיוּז (gratis Pendlerzeitung)
- Mabbat – מַבָּט ‚Blick‘
- Scheʿarim – שְׁעָרִים ‚Tore‘ (seit 1981 Wochenzeitung)
- Kalkalist – כַּלְכָּלִיסְט ‚Ökonom‘
- HaMevasser – הַמְּבַשֵּׂר ‚Der Vorbote‘
- HaPeles – הַפֶּלֶס ‚Das Niveau‘

Religiös-zionistische Zeitungen:
- HaTzofe – הַצּוֹפֶה

Ultraorthodoxe Zeitungen:
- HaModiʿa – הַמּוֹדִיעַ
- Jated Neʾeman – יתד נאמן

Geschäftszeitungen:
- Globes – גְּלוֹבְּס
- The Marker – דה מרקר

In arabischer Sprache:
- Al-Anba
- Al-Itihad – الاتحاد
- Al-Quds
- Ash-Shaʿab

In englischer Sprache:
- Haaretz
- The Jerusalem Post
- Ynetnews (nur online verfügbar, steht in Verbindung zu Jedi’ot Acharonot)

In jiddischer Sprache:
- Lebns-Fragn (1951–2014) – לעבנס־פֿראַגן (jiddisch)
- Letste Nayes – לעצטע נייעס (Jiddisch)

In russischer Sprache:
- Nascha Strana – Наша Страна
- Nowosti Nedeli – Новости Недели
- Russki Israiltjanin – Русский Израильтянин
- Westi – Вести

In rumänischer Sprache:
- Viata Noastra

## Wochenzeitungen (national)
- beSchewa – בשבע
- Maʿariv Sofhaschavuʿa – מַעֲרִיב סוֹפהַשָּׁבוּעַ ‚Abendliche [Zeitung] des Wochenendes‘
- Maqor Rischon – מקור ראשון ‚Primärquelle‘
- Schaʿar laMatchil – שער למתחיל ‚Tor für den Beginner‘

## Wochenzeitungen (lokal)

### Gusch DanmitTel Aviv
- Haʿir – הָעִיר ‚Die Stadt‘
- Itton Tel-Aviv – עִתּוֹן תֵּל אָבִיב ‚Zeitung Tel Avivs‘
- Letste Nayes – לעצטע נייעס ‚Letztes Neues‘ (Jiddisch)
- Time Out
- Zman Tel-Aviv – הַזְּמַן תֵּל אָבִיב ‚Zeit Tel Avivs‘

### Jerusalem
- Bonus – בּוֹנוּס
- Itton Jeruschalajim – עִתּוֹן יְרוּשָׁלַיִם ‚Zeitung Jerusalems‘
- Kol haʿIr – כֹּל הָעִיר ‚Die ganze Stadt‘
- Kol haZman – כֹּל הַזְּמָן ‚All die Zeit‘

### Haifa
- Chadaschot Cheifa haTzafon – חֲדָשׁוֹת חֵיפָה הצפון ‚Neuigkeiten Haifas und des Nordens‘
- Kol-bo – כֹּל-בּוֹ ‚Alles drin‘

### Netanja
- Chadashot Netanja – חֲדָשׁוֹת נְתַנְיָה
- Chadashot HaScharon – חֲדָשׁוֹת הַשָּׁרוֹן
- Qaw 7 – קַו 7 ‚Linie 7‘

### Negevund südliches Israel
- Kol-bi – כֹּל-בִּי ‚Alles bei mir‘
- Scheva – שֶׁבַע ‚sieben/Schwur‘
- The Arad Zvi –
- Tschuptschiq – צ'וּפְּצִ'יק (Studentenzeitung der Ben-Gurion-Universität im Negev)

## Historische Zeitungen (eingestellt)
- ʿAl haMischmar (1943–1995) – עַל הַמִּשְׁמָר ‚Auf der Wacht‘
- alJaum (1948–1968) – اليوم ‚Der Tag‘
- Blumenthals Neueste Nachrichten (Neuer Titel: Israel-Nachrichten)
- Chadaschot (1984–1993) – חֲדָשׁוֹת ‚Neuigkeiten‘
- Chadaschot haʿErev (1946–1948) – חֲדָשׁוֹת הָעֶרֶב ‚Neuigkeiten des Abends‘
- Chadaschot haSport (1954–1985) – חֲדָשׁוֹת הַסְּפּוֹרְט ‚Neuigkeiten des Sports‘
- Chadaschot Jisrael (1935–2011) – חֲדָשׁוֹת יִשְׂרָאֵל ‚Neuigkeiten Israels‘
- Cherut (Monatsblatt) (1942–1948) – חֵרוּת ‚Freiheit‘, Zeitung der Irgun
- Cherut (Tageszeitung) (1948–1965) – חֵרוּת ‚Freiheit‘, Zeitung der Cherut-Bewegung
- Daf Jomi (1967–1967) – דף יומי ‚Tägliches Blatt‘
- Davar (1925–1996) – דָּבָר ‚Wort‘
- HaBoqer (1935–1965) – הַבֹּקֶר ‚Der Morgen‘
- HaCherut (1909–1919) – הַחֵרוּת ‚Die Freiheit‘
- HaDor (1948–1955) – הַדּוֹר ‚Die Generation‘
- HaJom (1948–1949) – הַיּוֹם ‚Der Tag/Heute‘
- HaJom (1966–1969) – הַיּוֹם ‚Der Tag/Heute‘
- HaJom haSeh (1976–1976) – הַיּוֹם הַזֶּה ‚Dieser Tag‘
- HaJoman (1948–1949) – הַיּוֹמָן ‚Das Journal/Tagebuch‘
- HaMaschqif (1938–1949) – הַמַּשְׁקִיף ‚Der Beobachter‘
- HaMedinah (1948–1948) – הַמְּדִינָה ‚Der Staat‘
- HaMevasser (1948–1950) – הַמְּבַשֵּׂר ‚Der Vorbote‘
- HaʿOlam haZeh (1937–1993) – הָעוֹלָם הַזֶּה ‚Diese Welt‘
- HaZofeh (1937–2007) – הַצּוֹפֶה ‚Der Späher/Beobachter‘
- Hegeh (1940–1949) – הֶגֶה ‚Steuer‘ [Neutrum]
- Jediʿot Chadaschot (1935–1973) – יְדִיעוֹת חֲדָשׁוֹת ‚Neue Nachrichten‘
- Jediʿot haJom (1936–1965) – יְדִיעוֹת הַיּוֹם ‚Nachrichten des Tages‘
- Jisreʾeli (2006–2008) – יִשְׂרְאֵלִי ‚israelisch/Israeli‘
- Jom Jom (1948–1949) – יוֹם יוֹם ‚Alltag, Alle Tage‘
- Jom Jom (1960–1966) – יוֹם יוֹם
- Jom leJom (1992–1994, ab diesem Zeitpunkt Wochenzeitung) – יוֹם לְיוֹם ‚Tag für Tag‘
- Kaspim weMichsar (1966–1969) – כספים ומסחר ‚Gelder und Handel‘
- LaMerchav (1954–1971) – לַמֶּרְחָב ‚gen Weltraum‘
- Lebns-Fragn (1951–2014) – לעבנס־פֿראַגן (jiddisch)
- Luch (russisch)
- Mabbat (1971–1995) – מַבָּט ‚Blick‘
- MB Mitteilungsblatt des Irgun ʿOlei Merkas Europa, Tel Aviv, 1933-
- Mivraq (1948–1948) – מִבְרָק ‚Telegramm‘
- Olam haSport (1989–1990) – עוֹלָם הַסְּפּוֹרְט ‚Welt des Sports‘
- Panorama (russisch)
- Qol haʿAm (1947–1969) – קוֹל הָעַם ‚Stimme des Volkes‘
- Qol Jisraʾel (1949–1966) – קוֹל יִשְׂרָאֵל ‚Stimme Israels‘
- Schaʿar (1964–1990) – שער ‚Tor‘
- Scheʿarim (1950–1981, ab diesem Zeitpunkt Wochenzeitung) – שְׁעָרִים ‚Tore‘
- Smannim (1953–1955) – זְמַנִּים Zeiten
- Sputnik (1991–1991) (russisch)
- Telegraf (1993–1996) – טֵלֶגְרָף
- Wremja (1991–2004) (russisch)